# Crypsicharis
Crypsicharis is een geslacht van vlinders van de familie sikkelmotten (Oecophoridae), uit de onderfamilie Xyloryctinae.

## Soorten
- C. enthetica Meyrick, 1922
- C. neocosma Meyrick, 1890
- C. pudica Lower, 1900
- C. semnospora Meyrick, 1921
- C. triplaca Lower, 1923